# آبي ودسون
آبي ودسون (بالإنجليزية: Abe Woodson)‏ هو لاعب كرة قدم أمريكية أمريكي، ولد في 15 فبراير 1934 في جاكسون في الولايات المتحدة، وتوفي في 8 فبراير 2014 في لاس فيغاس في الولايات المتحدة.

## وصلات خارجية
- آبي ودسون على موقع مرجع كرة القدم المحترفة.كوم (الإنجليزية)